# Glenea bimaculipennis
Glenea bimaculipennis é uma espécie de escaravelho da família Cerambycidae. Foi descrita por Stephan von Breuning em 1961. É conhecida a sua existência no Bornéu.